# Olsenbanden tar gull
Olsenbanden tar gull er en norsk film fra 1972. Den er instrueret af af Knut Bohwim og havde premiere den 9. september 1972. Filmen er en bearbejdning af den danske Olsen-banden i Jylland.

## Handling
Egon kommer ud af fængsel, men denne gang med noget andet end en pakke. Med sig har han et kort, som han har købt for en Blue Master og to og en halv Eksport. Kortet viser vejen til en skat, som befinder sig på Sørlandet. Skatten skal befinde sig ved søen, i en militærovervåget gammel bunker. Olsenbanden drager sammen med Valborg og Basse sydover på skattejagt, men de er ikke alene om guldet. Den lokale unge dame Karina og gangsteren Ricko har også fået guldfeber. Ikke nok med det: Til og med er skrothandler Mathsen også indblandet i sagen.

## Medvirkende
| Rolle            | Skuespiller            |
| ---------------- | ---------------------- |
| Egon Olsen       | Arve Opsahl            |
| Kjell Jensen     | Carsten Byhring        |
| Benny Fransen    | Sverre Holm            |
| Valborg          | Aud Schønemann         |
| Carina           | Anne-Lise Tangstad     |
| Ricco            | Ole-Jørgen Nilsen      |
| Løjtnant         | Per Theodor Haugen     |
| Basse            | Pål Johannessen        |
| Mats Matsen      | Henry Nyrén            |
| Lillegutt        | Harald Heide-Steen Jr. |
| Menig 91         | Andreas Diesen         |
| Benzinmand #1    | Svein Byhring          |
| Benzinmand # 2   | Kaare Zakariassen      |
| Militær, Charlie | Andreas Diesen         |
| Militær          | Erik Engebretsen       |
| Militær          | Ulf Wengård            |
| Dagmann          | Terje Marthinusen      |